# Bogusławice (powiat kolski)
Bogusławice – wieś w Polsce położona w województwie wielkopolskim, w powiecie kolskim, w gminie Babiak.
W latach 1954–1971 wieś należała i była siedzibą władz gromady Bogusławice, po jej zniesieniu w gromadzie Babiak. W latach 1975–1998 miejscowość należała administracyjnie do województwa konińskiego.
We wsi znajduje się Zespół Szkół. W skład Zespołu Szkół wchodzą: Szkoła Podstawowa im. Wincentego Witosa oraz Gimnazjum.